# Völker und Gruppierungen im Babylon-5-Universum
Dieser Artikel beschreibt wichtige Völker und Gruppierungen aus dem Universum der Science-Fiction-Fernsehserie Babylon 5. Neben der Hauptserie, dem Ableger Crusade und den zugehörigen Spielfilmen basieren die Beschreibungen auch auf anderen Veröffentlichungen innerhalb des Kanons, wie Romane oder Kurzgeschichten.

## Die großen Völker

### Centauri
Heimatplanet: Centauri Prime
Die Centauri sind äußerlich sehr menschenähnlich, verfügen jedoch über einige anatomische Unterschiede, etwa über Geschlechtsorgane in Form von Tentakeln und zwei Herzen. Auffälligstes Merkmal männlicher Centauri ist ihre steil aufgerichtete Haartracht, während Centaurifrauen bis auf einen langen Zopf kahl sind. An der Spitze der monarchistischen Centauri-Republik stand der alleinherrschende Imperator, der von einer Versammlung von Adligen, dem Centaurum, beraten wurde. Die Adelsfamilien wiederum konkurrierten permanent miteinander um Macht und Einfluss, bildeten zeitweilige Allianzen, intrigierten und schreckten auch vor Mordanschlägen nicht zurück. Die Centauri verfolgten seit langem eine expansive interstellare Politik. Auf dem Höhepunkt ihrer Macht beherrschten sie große Teile der bekannten Galaxis und hielten etwa 100 Jahre lang den Heimatplaneten ihrer aktuellen Erzfeinde, der Narn, besetzt. Die Narn führten einen Partisanenkrieg gegen die Besatzer und zwangen sie schließlich zum Rückzug. Dieser Konflikt, der insgesamt ca. 150 Jahre andauerte, band die Kräfte der Centauri und leitete ihren Abstieg als Großmacht ein. Zur Zeit der Fertigstellung von Babylon 5 bestand das Imperium der Centauri nur noch aus einem Dutzend Welten. Sie waren die erste außerirdische Spezies, die mit den Menschen in Kontakt trat. Die Centauri gerieten 2260 unter den Einfluss der Schatten, was beinahe zur totalen Vernichtung geführt hätte, gehörten zu den Gründungsvölkern der Interstellaren Allianz und erlebten einen weiteren Tiefpunkt durch die Unterwanderung durch die Drakh. S. 102 f. S. 108 f.

### Menschen
Heimatplanet: Erde
Die Menschen waren eine relativ junge interstellare Macht, gehörten aber bereits zu den stärksten und einflussreichsten Völkern. Sie erhielten die Fähigkeit zur interstellaren Reise Mitte des 22. Jahrhunderts von den Centauri und begannen fortan, den umliegenden Raum zu besiedeln. Die wichtigste Kolonie entstand kurz zuvor auf dem Mars, interstellare Kolonien folgten unter anderem auf Orion 7 und Proxima 3. Die Erdallianz führte einen siegreichen Krieg gegen das Volk der Dilgar, als dieses die blockfreien Welten überfiel, und gelangte so auf einen ersten Höhepunkt ihrer Macht und ihres Einflusses. Es folgte ein folgenschwerer, unbeabsichtigter Konflikt mit den Minbari, der die Menschheit an den Rand der Vernichtung brachte. Als Reaktion auf dieses militärische Desaster waren die Menschen die Hauptinitiatoren für das Babylon-Projekt, das zum Bau der Babylon-Stationen führte. Das Hoheitsgebiet der Erdallianz umfasste auch nach dem Erd-Minbari-Krieg zwei Dutzend Welten. Die Erdallianz geriet 2258 unter den Einfluss einer orwellschen Gruppierung, die mit den Schatten kooperierte, was schließlich 2261 zum Bürgerkrieg führte. Im Anschluss schloss sich die Erdallianz der Interstellaren Allianz an. S. 355 f.

### Minbari
Heimatplanet: Minbar
Die Minbari haben eine menschenähnliche Statur, sind jedoch kahlköpfig und haben einen stark verknöcherten Hinterkopf. Sie gehörten zu den ältesten raumfahrenden jungen Völkern. Die Bevölkerung gliederte sich in drei Kasten – Arbeiter, Krieger und Geistliche – welche jeweils eine unterschiedliche Basissprache hatten: Lenn'a, Feek und Adronato. Oberste Regierungsgewalt der Minbari war der von Valen gegründete Graue Rat, dem jeweils drei Mitglieder jeder Kaste angehörten und dem normalerweise der oberste Anführer der Minbari als zehntes Mitglied vorstand. Der graue Rat residierte dabei auf einem speziellen Minbari-Raumkreuzer. Zwischen Menschen und Minbari kam es zehn Jahre vor dem Start des Babylon-Projektes, an dem die Minbari später maßgeblich beteiligt waren, zu einem verheerenden Krieg, als die Menschen beim Erstkontakt in der irrtümlichen Annahme, die Minbari wollten sie angreifen, das Feuer eröffneten. Dabei kam Dukhat, der nach Valen wohl respektierteste Anführer der Minbari, ums Leben, was die Minbari zu einem heiligen Krieg veranlasste. Obwohl den Menschen im gesamten Konflikt weit überlegen und ständig in der Offensive, kapitulierten die Minbari unerwartet in der letzten Schlacht. Die Gründe dafür wurden erst Jahre später enthüllt. Die Minbari kämpften mehrfach gegen die Schatten und gehören zu den Gründungsvölkern der Interstellaren Allianz. S. 496 f.

### Narn
Heimatplanet: Narn
Die Narn sind von Größe und Statur den Menschen ähnlich, jedoch kräftiger und haben eine stark pigmentierte, lederartige Haut. Bis die Centauri im 22. Jahrhundert ihre Heimatwelt besetzten, waren die Narn eine friedliche Agrargesellschaft. In einer 100 Jahre andauernden Besatzung plünderten die Centauri die Heimatwelt der Narn aus und versklavten diese. Die Narn leisteten erbitterten Widerstand, bis die Centauri nach einem 150-jährigen Konflikt schließlich abzogen. Vom Verlangen nach Rache getrieben nutzten die Narn erbeutete und zurückgelassene Centauri-Technologie und wurden nun selbst zu Eroberern, die allmählich immer weiter expandierten. Das Narn-Regime war militaristisch geprägt, oberstes Regierungsorgan war der Kha’Ri, ein Rat der bedeutendsten Anführer und Militärs. Die Narn stiegen bald zu einem der mächtigsten Völker der Galaxis auf und bereiteten sich dabei ständig auf den unvermeidlichen Krieg mit den Centauri vor. Dieser Krieg brach 2259 aus und endete mit der Niederlage der Narn, die bis 2261 erneut von den Centauri unterworfen wurden. Die Narn traten nach ihrer Befreiung der Interstellaren Allianz bei. S. 539 f. S. 545

## Liga der blockfreien Welten
Die Liga der blockfreien Welten (im Original League of Non-Aligned Worlds) bildete sich nach dem Dilgar-Krieg als wirtschaftlicher und militärischer Zusammenschluss verschiedener außerirdischer Regierungen, war aber eher eine lose Konföderation. In der Ratsversammlung auf Babylon 5 erhielt sie eine gemeinsame Stimme, gleichwertig zu einer Einzelstimme der großen Völker. Interne Konflikte, die später auch durch die Schatten provoziert wurden, brachten die Liga an den Rand des Zerfalls. Die Liga vereinte sich 2260 erneut unter der Führung Captain John Sheridans und ihre Mitglieder gehörten alle zu den Gründungsvölkern der Interstellaren Allianz. S. 437 f.
Zu den Mitgliedern der Liga der blockfreien Welten gehörten:
- Abbai
- Brakiri
- Drazi
- Gaim
- Grome
- Hurr
- Hyach
- Iksha
- Llort
- Markab (durch eine Seuche praktisch ausgestorben)
- Onteen
- Pak'ma'ra
- Veree
- Yolu

## Die Allerersten
„Allererste“ ist eine Sammelbezeichnung für Völker, die sich bereits vor sehr langer Zeit entwickelten und über dementsprechend fortschrittliche Technologie verfügen. Sie erkundeten den Weltraum, errichteten Imperien und unterrichteten auch jüngere Völker, die sie entdeckten. Die meisten Allerersten hatten die Galaxis zur Zeit des Babylon-Projektes längst verlassen. Neben den Schatten und den Vorlonen waren noch mindestens fünf weitere allererste Spezies übrig, die sich jedoch komplett zurückgezogen hatten und für die übrigen Völker kaum mehr interessierten. Sie ergriffen erst im finalen Krieg gegen Schatten und Vorlonen Partei für die jüngeren Völker und verließen danach ebenfalls die Galaxis. S. 269 f.

### Schatten
Heimatplanet: Z'ha'dum
Die Schatten sind eine insektenartige, hochentwickelte Spezies mit tiefschwarzer Körperoberfläche und verfügen über die Fähigkeit, sich unsichtbar zu machen. Nach ihrer Ansicht ist Fortschritt am besten durch die Initiierung von Chaos und Konflikt zu erzielen, wodurch nur die Stärksten überleben und immer stärker werden. Diese Ideologie verwickelte sie in einen langen Konflikt mit den Vorlonen. Im letzten Krieg, etwa 1000 Jahre vor dem Bau der Babylon-Stationen, wurden die Schatten von den Vorlonen und ihren Verbündeten besiegt. Seitdem warteten sie auf eine Gelegenheit ihre alte Stärke wiederzuerlangen, bauten im Verborgenen ihre Streitkräfte wieder auf und destabilisierten die Galaxis durch Intrigen und versteckte Bündnisse. 2260 kam es zum entscheidenden Schlagabtausch mit den jüngeren Völkern, dem Großen Krieg, an dessen Ende die Schatten die Galaxis verließen. S. 662 f.

### Vorlonen
Heimatplanet: Vorlon
Vorlonen verfügen über keine feste körperliche Gestalt mehr und halten sich anderen Spezies gegenüber meist durch Tragen von Schutzanzügen bedeckt. Sie sind wie alle Allerersten hoch entwickelt und den jüngeren Völkern weit überlegen. Die Vorlonen führten einen jahrtausendelangen Konflikt mit ihren Erzrivalen, den Schatten. Grund dafür waren unterschiedliche Philosophien im Umgang mit den jüngeren Völkern. Anders als die Schatten, die Entwicklung durch Chaos fördern wollten, glaubten die Vorlonen daran, dass absolute Disziplin und Unterordnung unter ein höheres Ziel (und ihre Befehle) nötig sind, um sich zu entwickeln. Sie manipulierten die DNA jüngerer Völker und erschufen so Telepathen als Waffe gegen die Schatten. Es wurden mehrere große Kriege geführt, bei denen es aber nie darum ging, den Gegner zu vernichten, sondern nur seinen Einfluss zu reduzieren. Zur finalen Konfrontation kam es im 23. Jahrhundert im Großen Krieg, als die jüngeren Völker sich gegen die ständigen Manipulationen wehrten und Schatten wie Vorlonen zur Konfrontation zwangen. Die Vorlonen verließen wie die Schatten im Anschluss an diesen Konflikt die Galaxis. S. 785 ff.

## Sonstige Völker

### Drakh
Heimatplanet: Z'ha'dum, später Centauri Prime
Die Drakh lebten als Handlanger der Schatten gemeinsam mit ihnen auf Z'ha'dum. Nach dem Rückzug der Schatten und der Zerstörung ihrer Heimatwelt zogen sich die Drakh nach einiger Zeit auf Centauri Prime zurück, übten insgeheim Kontrolle auf die dort ansässige Regierung aus und verwickelten die Centauri in einen Krieg gegen die Interstellare Allianz, um die Centauri zu isolieren und im Anschluss zu benutzen. Schließlich konnten sie von der Heimatwelt der Centauri vertrieben werden. Die Drakh waren ebenfalls verantwortlich für die Kontamination der Erde mit einem Virus. S. 202 ff.

### Seelenjäger
Heimatplanet: Unbekannt
Über die Ursprünge der Seelenjäger ist nichts bekannt. Sie verfügen über die Gabe, den Tod von Lebewesen vorauszuahnen. Im Glauben, dass die Seele mit dem Tod endet, machten sie es sich zur Aufgabe, die Seelen von wichtigen Persönlichkeiten anderer Völker zu bewahren. Da dieses Vorgehen unvereinbar mit den Überzeugungen anderer Spezies war, waren die Seelenjäger Außenseiter, die von vielen gefürchtet wurden. S. 697

### Dilgar
Heimatplanet: Omelos
Die Dilgar waren eine aggressive Spezies, die zwischen 2230 und 2232 die blockfreien Sektoren überfielen und dabei zahlreiche Kriegsverbrechen begingen, darunter medizinische Experimente. Als die Erdallianz in den Konflikt eingriff, wurden sie schließlich auf ihr Heimatsystem zurückgeworfen. Dort wurde die Spezies praktisch ausgelöscht, als ihre Sonne explodierte. S. 190

## Wichtige Gruppierungen und Allianzen

### Erdallianz
Die Erdallianz war die Regierung der Erde und ihrer Kolonien. Sie bildete sich um das Jahr 2087 als Zusammenschluss unabhängiger Nationen nach dem dritten Weltkrieg. Nachdem die Menschheit von den Centauri die Technologie für Hyperraumreisen erhielt, expandierte ihr Hoheitsgebiet beträchtlich. Etwa 2230 besiegten die Erdstreitkräfte die Dilgar, die in den Raum der Liga der blockfreien Welten eingedrungen waren. Die Erdallianz konnte ihre Macht damit weiter ausbauen, bis der verheerende Krieg gegen die Minbari die Menschheit an den Abgrund brachte. Doch die Allianz erholte sich schnell und ergriff schließlich die Initiative zur Gründung des Babylon-Projekts. Weitere Herausforderungen waren der Aufstand der Mars-Kolonie, die Diktatur unter Präsident Clark, der daraus resultierende Bürgerkrieg gegen Sheridan sowie die Verseuchung der Erde durch die Drakh. Als Mitglied der Interstellaren Allianz fand die Erdallianz etwa 700 Jahre nach ihrer Gründung ihr Ende in einem nuklearen Bürgerkrieg. S. 226 ff.

### Interstellare Allianz
Die Interstellare Allianz wurde 2261 von Delenn, G'Kar, Londo Mollari und einigen Botschaftern der Liga der blockfreien Welten gegründet. John Sheridan wurde, nachdem er die Völker zuvor schon gegen die Schatten geeint hatte, zu ihrem ersten Präsidenten ernannt. Bei ihrer Gründung traten die Centauri, Minbari, Narn und die Völker der Liga der blockfreien Welten bei. Wenig später folgte auch die Erdallianz. Die Streitkräfte der Rangers unterstanden fortan der Regierung der interstellaren Allianz und dienten der Sicherung des Friedens. Bereits in ihrer Frühphase wurde die Allianz vor große Herausforderungen gestellt. Doch sie überstand sowohl die Krise mit der Telepathenkolonie auf Babylon 5 als auch das vorübergehende Ausscheiden der von den Drakh manipulierten Centauri. Auch eine Million Jahre später existierte die Allianz noch. S. 371 f.

### Psi-Corps

Das Symbol des Psi-Corps: Der griechische Buchstabe Psi

Das Psi-Corps war eine 2161 gegründete Organisation mit dem Auftrag, Menschen mit telepathischen Fähigkeiten zu registrieren, zu unterrichten, zu trainieren und zu überwachen. Menschen mit wie auch immer entwickelten telepathischen Fähigkeiten mussten sich per Gesetz entweder dem Corps anschließen oder lebenslang Medikamente mit schweren Nebenwirkungen nehmen, um ihre Fähigkeiten zu unterdrücken. Besonders fähige Mitglieder wurden zu sogenannten Psi-Polizisten ausgebildet, die für die Sicherheit des Corps sorgten, die Telepathen unter Kontrolle hielten und Jagd auf „abtrünnige“ Telepathen machten. Das Vorgehen der Psi-Polizei war brutal; das Corps verlangte bedingungslosen Gehorsam. In dem Bemühen, immer stärkere Telepathen hervor zu bringen und ihre Zahl allgemein zu steigern, entwickelte das Corps schließlich faschistoide Züge und unternahm regelrechte Zuchtprogramme. Menschen ohne telepathische Fähigkeiten wurden immer mehr als minderwertig und entbehrlich betrachtet, während das Corps sich insgeheim darauf vorbereitete, die Macht zu übernehmen. Die Führungsebene des Psi-Corps war eng mit Präsident Clark verbündet und kollaborierte mit den Schatten, indem sie abtrünnige Telepathen auslieferte, die die Schatten als lebende Maschinen in ihre Schiffe integrierten. Im Jahr 2262 ging der Psi-Polizist Alfred Bester gegen die abtrünnige Telepathenkolonie auf Babylon 5 vor, was in einem Blutbad endete. Dies leitete den Aufstieg einer Widerstandsbewegung, angeführt von Lyta Alexander, ein. Die darauf folgende Telepathen-Krise und der Krieg der Telepathen führte etwa 2265 zur Auflösung des Corps. An seine Stelle trat das „Büro für die Integration von Telepathen“ (im Original Bureau of Telepath Integration), das die Differenzen zwischen Telepathen und „normalen“ Menschen überwinden sollte. S. 594 f.

### Rangers/Anla-shok
Die Anla-shok waren ein bereits im 13. Jahrhundert irdischer Zeitrechnung durch Valen gegründeter Orden. Er sollte die militärischen Streitkräfte der Minbari im ersten Krieg gegen die Schatten vereinen. Nachdem der Krieg gewonnen war, verloren die Anla-Shok stark an Bedeutung. Dies änderte sich erst im Jahr 2259, als Jeffrey Sinclair Botschafter auf Minbar wurde und die Führung des Ordens übernahm. Er öffnete die Anla-shok für Menschen, die den Orden als „Rangers“ bezeichneten und bildete zahlreiche neue Rekruten aus. Als Sinclair schließlich in der Zeit zurückreiste und zu Valen wurde, übernahm Delenn die Rolle des „Entil-zha“, des Anführers der Rangers. Ihre Streitmacht bildete das Rückgrat von Sheridans „Armee des Lichts“ im Schattenkrieg; womit die Anla-shok dazu beitrugen, die Schatten ein zweites Mal zu besiegen. Auch während des Erd-Bürgerkrieges gegen Clark unterstützten sie Sheridan. Mit der Gründung der Interstellaren Allianz im Jahr 2261 übernahmen die Rangers die Rolle als deren zentrale Streitkraft. Von nun an konnten auch Angehörige anderer Völker den Rangers beitreten. 2279 wurde Delenn Präsidentin der Interstellaren Allianz und Sheridan übernahm den Posten des Entil-zha. Seine Nachfolgerin wurde zwei Jahre später Susan Ivanova. Nach dem verheerenden nuklearen Bürgerkrieg auf der Erde im 28. Jahrhundert halfen die Rangers beim Wiederaufbau. Auch eine Million Jahre später war der Orden noch aktiv. S. 30 f.

### Ministerium für Frieden und Nightwatch
Das Ministerium für Frieden, auch genannt „MiniPax“ wurde 2259 unter Präsident Clark gegründet und diente der Überwachung des Nightwatch-Programms. Dessen Ziel war es, aus Sicht der Regierung unerwünschte Ansichten und Meinungen zu unterdrücken und allmählich einen orwellschen Sicherheitsapparat zu schaffen. Dazu wurden auch innerhalb der Erdstreitkräfte Mitglieder rekrutiert, vor allem unter den Sicherheitskräften, die schließlich die Erdallianz offiziell vor potentiell gefährlichem Gedankengut schützen sollten. Mitglieder von Nightwatch trugen eine spezielle Armbinde, sollten allgemein wachsam und überall präsent sein und schließlich jeden denunzieren, der sich kritisch über die Erdregierung äußerte. Im Jahr 2260 versuchten Nightwatch-Mitglieder im Zuge von Clarks Kriegsrecht die Kontrolle über Babylon 5 zu übernehmen, was jedoch von Sheridan und Zack Allan verhindert wurde. S. 506 S. 555 f.

### Raiders
Die Raiders waren interstellare Piraten, die um 2253 erstmals auftauchten und Flugrouten der Erd-Allianz überfielen. Mit kleinen Kurzstreckenjägern erbeuteten sie die Ladung von Frachtschiffen. Später verfügten die Raiders über ein Mutterschiff mit Hyperraum-Sprungantrieb und konnten somit neue Gebiete für ihre Beutezüge erschließen, bis dieses 2258 von einem Schattenschiff zerstört wurde. Auch zur Zeit der Interstellaren Allianz waren die Raiders noch aktiv. S. 607 f.

### Technomagier
Im 13. Jahrhundert versuchten die Schatten eine neue Waffe für den Kampf gegen die Vorlonen zu schaffen, indem sie am Volk der Taratimude mit Implantaten experimentierten, die spezielle Fähigkeiten verleihen. Die Taratimude konnten diese Technologie jedoch nicht kontrollieren und löschten sich bald gegenseitig aus. Eine Überlebende gründete schließlich den Orden der Technomagier, um andere Spezies, die von den Schatten in gleicher Weise manipuliert wurden, zu bewahren und einen verantwortungsvollen Umgang mit der Schattentechnolgie sicherzustellen. Die hochentwickelten Fähigkeiten der Technomagier erschienen Außenstehenden wie Magie. Wer sich dem Orden anschließen wollte, erhielt die Implantate im Rahmen einer schmerzhaften Prozedur, die sich nicht rückgängig machen ließ. Verschiedene Spezies dominierten den Orden im Laufe der Zeit; im 23. Jahrhundert waren es vorwiegend Menschen. Bis zu dieser Zeit zogen sich die Technomagier immer mehr aus den Angelegenheiten anderer Völker zurück und ihre Zahl war stark rückläufig. 2259 suchten die Mitglieder ein Geheimversteck auf, um dem erneut aufkommenden Krieg gegen die Schatten aus dem Weg zu gehen. Auch nachdem die Schatten verschwunden waren, blieben die Technomagier noch für mehrere Jahre dort. S. 727 ff.